# Gerhard Scheu
Gerhard Scheu (* 27. März 1943 in Brandenburg an der Havel) ist ein deutscher Politiker (CSU) und ehemaliger Bundestagsabgeordneter des Wahlkreises Bamberg.

## Leben
Nach der Volksschule und dem Abitur in Forchheim studierte Scheu Jura und machte das erste und das zweite juristische Staatsexamen. Von 1974 bis 1980 war er juristischer Staatsbeamter am Landratsamt Coburg; anschließend war er bis 1983 Referent bei der Regierung von Oberfranken.

## Politik
Scheu ist seit 1963 Mitglied der CSU. Er war stellvertretender Bezirksvorsitzender der CSU Oberfranken und Mitglied des Kreistages Forchheim. Im Jahr 1983 wurde er Mitglied des Bundestages. Seit den 1990er Jahren hat sich Scheu besonders für das Medizinrecht engagiert. In der zwölften Legislaturperiode war er Vorsitzender des Bundestags-Untersuchungsausschusses „HIV-Infektionen durch Blut und Blutprodukte“. 1992 forderte er im Zuge der Asyldebatte, homosexuellen Ausländern Asyl zu verweigern. Im Jahr 2000 wurde er an der Universität Bremen mit einer Arbeit zur Arzneimittelsicherheit und der Bedeutung der staatlichen Gefahrenvorsorge zum Doktor der Rechtswissenschaften promoviert. Scheu war außerdem Mitglied des Stiftungsrates der „Stiftung Humanitäre Hilfe für durch Blutprodukte HIV-infizierte Personen“. Dem Bundestag gehörte er bis zum Ende der vierzehnten Legislaturperiode 2002 an.

## Privates
Scheu ist römisch-katholisch, verheiratet und hat eine Tochter. Er wohnt in Weilersbach im Landkreis Forchheim. Er ist Mitglied der katholischen Studentenverbindung K. D. St. V. Fredericia Bamberg im CV.